# Heltiu
Heltiu – wieś w Rumunii, w okręgu Bacău, w gminie Căiuți. W 2011 roku liczyła 407 mieszkańców.